# ديكستر فولر
ديكستر فولر (بالإنجليزية: Dexter Fowler)‏ هو لاعب كرة قاعدة أمريكي، ولد في 22 مارس 1986 في أتلانتا في الولايات المتحدة.

## وصلات خارجية
- ديكستر فولر على موقع دوري كرة القاعدة الرئيسي (الإنجليزية)
- ديكستر فولر على موقعبيزبول رفرنس.كوم (الدوري الرئيسي) (الإنجليزية)
- ديكستر فولر على موقعبيزبول رفرنس.كوم (الدوري الثانوي) (الإنجليزية)
- ديكستر فولر على موقع إي إس بي إن.كوم (أم.أل.بي) (الإنجليزية)
- ديكستر فولر على موقع مشجعي الرسوم البيانية (الإنجليزية)
- ديكستر فولر على موقع أوليمبيديا (الإنجليزية)